# Проспект Ленина (Тверь)
Проспе́кт Ле́нина (ранее Мигаловское шоссе) — улица в правобережье города Твери, в Пролетарском районе города.
Следует с запада на восток, соединяя проспекты Николая Корыткова и Калинина.

## История
Проспект возник в 1930-е годы на так называемом Жёлтиковом поле.
В 1914—1917 годах здесь находилась Тверская радиостанция, на которой работал выдающийся учёный в области радиотехники М. А. Бонч-Бруевич. В 1934 году по проспекту прошла трамвайная линия. Активная застройка началась в начале 1950-х годов, а уже к середине 1960-х годов сложился архитектурный облик проспекта Ленина. Он проектировался как прямая и широкая магистраль и застраивался преимущественно многоэтажными жилыми домами и административными зданиями.

## Предприятия, учреждения, организации
На проспекте расположены: Тверской полиграфический комбинат — один из крупнейших в России, Тверской государственный технический университет, Дворцы культуры «полиграфического комбината» (кинотеатр «Тверь») и «строителей» (ТЦ «Гудвин»), ТОЦ «Спутник», школа № 20, отделение «Сбербанка», поликлиники, предприятия связи (два почтовых отделения), быта, и множество специализированных магазинов.

## Транспорт
- Автобусы №: 20, 21.
- Трамваи №: 13, 14.